# علف‌های پاگربه‌ای
علف‌های پاگربه‌ای (نام علمی: Antennaria) نام یک سرده از زیرخانواده کاسنی‌واریان است. این سرده از گیاهان علفی و گیاهان پایا محسوب می‌شود. گونه‌های این سرده بومی نیمکره شمالی می‌باشند، اما یک گونه آن در نیمکره جنوبی رشد و نمو پیدا می‌کند.
گونه‌های مختلف این سرده دارای اندازه‌ای به طول ۱۰ سانتی‌متر و ۵۰ سانتی‌متر هستند.